# Evessen
Evessen är en kommun och ort i Landkreis Wolfenbüttel i förbundslandet Niedersachsen i Tyskland.
Kommunen ingår i kommunalförbundet Samtgemeinde Sickte tillsammans med ytterligare fyra kommuner.